# Neravna borba (strip)
Neravna borba je #41 obnovljene edicije Zlatne serije, koju je 2018. godine pokrenuo Veseli četvrtak. Sveska je izašla 22. septembra 2022. godine i koštala 430 dinara (3,65 €, 4,12 $). Epizoda je imala ukupno 150 strana. Korice A nacrtao je Galieno Feri (1977), a korice B Jovan Ukropina.

## Kratak sadržaj
Zagor i Čiko stižu u Fort Braveri u posetu komandantu utvrđenja Alen Madenbruku. U isto vreme u utvrđenje stiže i Alenov sin Volter, koji je upravo završio vojnu akademiju i od kojeg otac ima velika očekivanja. Sin saopštava ocu da ne želi da nastavi vojnu karijeru nakon čega Alan dobija srčani udar. Da bi udovoljio ocu, Volter prihvata prvi vojni zadatak u kome se poneo kukavički.

### Detaljniji sadržaj
Kada Volter Madenbruk, sin komandanta utvrđenja Brevejri dođe u svoju prvu službu posle završene akademije, njegov otac pukovnik Madenbruk, daje mu prvi zadatak da pobije grupu pobunjenih Šonija, koja pravi probleme između planina Ozark i reke Ohajo. Porodica Madenbruk ima bogatu vojnu istoriju. Svi preci od dolaska u Ameriku bili su uspešni vojnici. Kada Volter saopšti ocu da želi da se „skine“ iz vojske, navodi razloge bolje upotrebe vremena. On želi da sa prijateljem upravlja fabrikom tekstila u kojoj može da se zaposli 700 radnika. Volter navodi da je ovo bolje za razvoj Amerike te da ako radnici budu našli posao u fabrikama na istoku, neće morati da emigriraju na divlji Zapad. Kada ovo čuje, otac dobija srčani udar. Iz ljubavi prema ocu, Volter nevoljno odlučuje da ostane. Sutradan kreću na prvi zadatak u kaznenu ekspediciju ali ekspedicija koji predvodi Volter je doživela je težak porez od Šonija, koje prevodi Crveni Ratnik (Red Warrior). Volter je u ovoj ekspediciji ispao kukavica i dopustio da Šoniji zarobe vojnu zastavu (što se u vojsci smatra najvećom sramotom), te naredio povlačenje. Otac je zapanjen ovakvim njegovim kukavičkim ponašanjem, te ga stavlja u zatvoru nameri da ga izvede pred vojni sud.

## Originalna epizoda
Epizoda objavljena je premijerno u Italiji u više delova u redovnoj ediciji u brojevima 148-150. u novembru i decembru 1977, te januaru 1978. godine

## Prethodno objavljivanje ove epizode u Jugoslaviji
Ova epizoda je već bila objavljena u Zlatnoj seriji u #424. Vatreno iskušenje i #425. Neravna borba u septembru 1978. godine.

## Sličnost sa epizodom Kena Parkera
Sličan scenario nalazimo u epizodi Kena Parkera Prajsova čast. U ovom slučaju, međutim, komandant utvrđenja ne želi da njegov sin bude vojnik.

## Prethodna i naredna sveska nove Zlatne serije
Prethodna sveska Marti Misterije nosila je naziv Zatočenik budućnosti (#40), a naredna Dampira Kralj planine (#42).